# Igreja Evangélica Presbiteriana Costarricense
A Igreja Evangélica Presbiteriana Costarricense  (IEPC) - em espanhol Iglesia Evangélica Presbiteriana Costarricense - é uma denominação presbiteriana, estabelecida na Costa Rica em 1985, por igrejas que se separaram da Associação das Igrejas Bíblicas Costarricenses (AIBC), por apoiarem a Teologia da Libertação, rejeitada pela AIBC.

## História
Durante as décadas de 1970 e 1980 houve um conflito entre os líderes da Associação das Igrejas Bíblicas Costarricenses (AIBC), que causou o primeiro cisma entre os afiliados da denominação.
A Teologia da Libertação (TL) tornou-se um tema polêmico entre os evangélicos em geral e entre professores e alunos do Seminário Bíblico Latino-Americano (SBL) em meados da década de 1970. O SBL foi fundada em San José pela Missão Latino-Americana (MLA) na década de 1920 e treinou pastores e líderes cristãos de muitas denominações, não apenas da AIBC.
As facções pró-TL e anti-TL travaram uma guerra verbal entre si que resultou em calúnias contra muitos indivíduos e uma divisão entre muitas organizações evangélicas, incluindo missionários da MLA e outras agências missionárias.
No final da década de 1970, vários professores que eram contra ou desconfortáveis com o ensino de TL deixaram o SBL, deixando a maioria dos professores unisos em seu apoio à LT. Ao mesmo tempo, muitas denominações costarriquenhas, bem como igrejas nacionais e agências missionárias em outros países que se opunham à LT, pararam de enviar seus pastores e líderes à SBL. Essa controvérsia afetou a AIBC porque vários dos professores da SBL também eram pastores nas igrejas da AIBC, e houve discussões bastante acaloradas sobre a questão da LT entre a liderança da AIBC por vários anos.
No final, em 1985, um grupo de cinco pastores e suas igrejas se retiraram da AIBC e fundaram uma nova associação de igrejas: a Federação de Igrejas Evangélicas da Costa Rica (FIEC).
Em 2005, a FIEC mudou seu nome para Iglesia Evangélica Presbiteriana Costarricense (IEPC) apos sua associação com a Igreja Presbiteriana (EUA).

## Estatísticas
No final de 1988, a FIEC relatou ter 9 igrejas e uma missão com um total de aproximadamente 400 membros.
Em março de 2000, a FIEC relatou 24 igrejas com cerca de 1.700 membros afiliados, mas em 2004 relatou apenas 12 congregações e três estudos bíblicos domiciliares com cerca de 1.000 membros.
Em 2013, a IEPC relatou ter 19 igrejas e 5 missões (24 congregações) com um total de 1.325 membros em todo o país.

## Doutrina
A denominação permite a ordenação de mulheres e subscreve o Credo dos Apóstolos

## Relações Inter-eclesiásticas
A denominação é membro da Comunhão Mundial das Igrejas Reformadas, da Aliança de Igrejas Presbiterianas e Reformadas da América Latina e do Conselho Latino-Americano de Igrejas (CLAI) e do Conselho de Igrejas da Costa Rica.
Além disso, recebe missionários e possui relacionamento próximo com a Igreja Presbiteriana (EUA), Igreja Unida de Cristo e Igreja Cristã (Discípulos de Cristo).